# MellowJet Records
MellowJet Records ist ein im Mai 2007 von Bernd Scholl gegründetes deutsches Musiklabel. Es ist auf die Produktion elektronischer Musik spezialisiert und dient ausgewählten Künstlern zudem als Vertrieb. Das zunächst aus Eigenbedarf gegründete Label hat mittlerweile eine Reihe aufstrebender Musiker des Genres im Portfolio und auch einige gestandene Künstler aufnehmen können.
Im Programm finden sich unter anderem Carboneids, Dennis Dithmar, Elektrohandel, Exposed, Erez Yaary, Bernd Kistenmacher, MaEasy, moonbooter, Mythos (Stephan Kaske), Uwe Reckzeh, Harald Grosskopf und Wellenfeld.
Bereits am 27. Januar 2007 organisierte Bernd Scholl, vor Gründung seines Labels, das Ambient-Experience Musikfestival, bei dem er selbst, Wellenfeld und Erik Seifert auftraten. Am 3. Mai 2008 organisierte dann offiziell MellowJet Records das zweite Ambient-Experience Musikfestival, diesmal mit den Künstlern Carboneids, Nattefrost (Bjørn Jeppesen) featuring Phil Molto (Robert Schroeder), Uwe Reckzeh, Wellenfeld und Stefan Erbe.